# Barret Oliver
Barret Spencer Oliver (Los Angeles, 24 agosto 1973) è un attore e fotografo statunitense.
È noto per ruoli come quello di Bastian nel film La storia infinita e di un androide in D.A.R.Y.L. È anche noto per aver interpretato David nel film: Cocoon, l'energia dell'universo, e nel suo seguito Cocoon - Il ritorno.

## Biografia
Nato a Los Angeles, ha frequentato la scuola privata di Los Feliz e ha continuato a vivere nella zona di Los Angeles per gran parte della sua carriera.
Verso la fine degli anni settanta un amico di famiglia lo introdusse nel mondo del cinema, iniziando a fargli ottenere i primi piccoli ruoli. Le sue prime apparizioni sono in vari spot, e alcuni piccoli ruoli in produzioni televisive come Galactica e L'incredibile Hulk.

### Dal 1982 al 1985
A partire dal 1982, a Oliver sono offerti ruoli più significativi, nei film C'è... un fantasma tra noi due (1982), Scuola di sesso (1982), e Fratelli nella notte (1983).
Nell'autunno del 1982 è uno dei 200 ragazzi all'audizione per il ruolo di Bastian per il film La storia infinita, diretto da Wolfgang Petersen. La prima impressione, pur positiva, non basta a convincere la produzione, a quel tempo dubbiosa per l'eccessiva giovane età e immaturità di Oliver. Nel marzo 1983, tuttavia, i direttori del casting non avendo ancora trovato il loro Bastian ideale, richiamano Barret per una nuova audizione. Gli agenti, stupiti dalla maturazione del ragazzo in un così breve tempo e dall'intensità interpretativa nelle scene con Bastian in conversazione con il signor Koreander, decidono di valutarlo ulteriormente. Petersen viene contattato per incontrare il ragazzo in un salotto all'aeroporto di Los Angeles, e dopo l'incontro Oliver viene scelto per il ruolo di Bastian.
La storia infinita viene girato a Monaco durante la primavera e l'estate del 1983, e presentato in prima visione in Germania nell'aprile 1984. Il notevole contributo di Barret al successo di questo film lo rende una celebrità internazionale. Pressappoco in contemporanea alla realizzazione del film La storia infinita, Tim Burton sta progettando di realizzare un film per la Disney, Frankenweenie. Il ruolo da protagonista, un giovane ragazzo che usava le tecniche Frankensteiniane per resuscitare il suo adorato cane ucciso in un incidente stradale, viene subito affidato da Burton a Oliver. La pellicola viene girata in poche settimane, all'inizio dell'estate del 1984.
In quello stesso anno, Barret è impiegato in Invito all'inferno, in un episodio di Autostop per il cielo, e in un episodio di Finder of Lost Loves.

### Dal 1985
Tra le varie offerte proposte a questo punto della carriera di Oliver, sul finire dell'estate 1984 interpreta il ruolo di David in Cocoon, l'energia dell'universo, sotto la direzione di Ron Howard. 
Dopo questa esperienza, è scelto per il ruolo di Daryl, protagonista del film D.A.R.Y.L.: le riprese cominciano nel gennaio 1985. Le reazioni della critica al film sono miste: la prova di Barret viene tuttavia considerata come un esempio di buona recitazione giovanile. Il film ha un buon successo mondiale e fa vincere a Barret il Saturn Award.
Nel 1986, Barret interpreta il suo ultimo ruolo come attore bambino, nella commedia Disney Spot Marks the X. Da quel momento in poi, con la voce cambiata, ricopre ruoli più maturi.
Nel 1987 ritorna in Inghilterra per girare The Secret Garden. Successivamente, dopo aver completato un episodio nella serie televisiva Hooperman, è richiamato nel 1988 per Cocoon - Il ritorno, ma questa volta il film riscuote meno successo. Nel 1989 è richiesto da Paul Bartel per ricoprire il ruolo di Willie Saravian in Scene di lotta di classe a Beverly Hills. Qui Barret interpreta un adolescente disagiato, il suo ultimo ruolo da attore.

### Fotografia
Negli anni 2000, Oliver ha insegnato fotografia a Los Angeles, e alcuni dei suoi lavori fotografici sono stati esposti in musei e gallerie.

## Filmografia

### Cinema
- Scuola di sesso (Jekyll and Hyde... Together Again), regia di Jerry Belson (1982)
- C'è... un fantasma tra noi due (Kiss Me Goodbye), regia di Robert Mulligan (1982)
- Fratelli nella notte (Uncommon Valor), regia di Ted Kotcheff (1983)
- La storia infinita (Die Unendliche Geschichte), regia di Wolfgang Petersen (1984)
- Frankenweenie, regia di Tim Burton - cortometraggio (1984)
- D.A.R.Y.L., regia di Simon Wincer (1985)
- Cocoon - L'energia dell'universo (Cocoon), regia di Ron Howard (1985)
- Cocoon - Il ritorno (Cocoon: The Return), regia di Daniel Petrie (1988)
- Scene di lotta di classe a Beverly Hills (Scenes from the Class Struggle in Beverly Hills), regia di Paul Bartel (1989)

### Televisione
- Supercar (Knight Rider) - serie TV, 2 episodi (1982)
- Autostop per il cielo (Highway to Heaven) - serie TV, 1 episodio (1984)
- Detective per amore (Finder of Lost Loves) - serie TV, 1 episodio (1984)
- Invito all'inferno (Invitation to Hell), regia di Wes Craven - film TV (1984)
- Tall Tales and Legends - serie TV, 1 episodio (1985)
- Ai confini della realtà (The Twilight Zone) - serie TV, 1 episodio (1986)
- Spot Marks the X - film TV (1986)
- The Secret Garden, regia di Alan Grint - film TV (1987)
- Hooperman - serie TV, 1 episodio (1988)

## Doppiatori italiani
- Ilaria Stagni ne La storia infinita
- Simone Crisari in Frankenweenie (ed. 1994)
- Alessio Puccio in Frankenweenie (ridoppiaggio 2001)
- Fabrizio Vidale in Cocoon - Il ritorno